# Gelobet sei der Herr, mein Gott, BWV 129
Gelobet sei der Herr, mein Gott (BWV 129) ist eine Kirchen-Kantate von Johann Sebastian Bach. Er komponierte die Choralkantate in Leipzig für Trinitatis und führte sie wahrscheinlich am 16. Juni 1726 zum ersten Mal auf. Ihr Inhalt ist ein allgemeines Lob der Dreifaltigkeit, ohne besonderen Bezug zum Sonntagsevangelium. Daher konnte das Werk, das Gott als Schöpfer, Heil und Trost anspricht, auch zu anderen Anlässen musiziert werden, zum Beispiel am Reformationsfest. Die Kantate, mit der Bach nachträglich seinen 1724 begonnenen Jahreszyklus von Choralkantaten abschloss, ist festlich besetzt und endet mit einer Choralphantasie, wie das Weihnachtsoratorium.

## Geschichte und Worte
Bach komponierte die Choralkantate in Leipzig für das Trinitatisfest. Der frühestmögliche Aufführungstermin war der 16. Juni 1726. Bach ergänzte mit diesem Werk seinen zweiten Zyklus von Choralkantaten, den er am ersten Sonntag nach Trinitatis 1724 begonnen hatte. Für die Zeit ab Ostern hatte er 1725 keine Choralkantaten komponiert. Der Text der Komposition ist das Lied Gelobet sei der Herr, mein Gott (1665) von Johann Olearius, der die Dreifaltigkeit in fünf Strophen feiert.
Die vorgeschriebenen Lesungen für den Sonntag waren Röm 11,33–36  und Joh 3,1–15 , das Treffen Jesu mit Nikodemus. Anders als in den meisten Choralkantaten von 1724/1725, aber wie in der frühen Osterkantate Christ lag in Todes Banden, BWV 4, behielt Bach den Choraltext unverändert bei. Daher fehlen Bezüge zum Evangelium.
Nach Christoph Wolff wurde die Kantate auch am Reformationsfest aufgeführt.

## Besetzung und Aufbau
Die Kantate ist festlich besetzt mit drei Vokalsolisten, Alt, Sopran und Bass, vierstimmigem Chor, drei Trompeten, Pauken, flauto traverso, zwei Oboen, Oboe d’amore, zwei Violinen, Viola und Basso continuo.
1. Coro: Gelobet sei der Herr, mein Gott
2. Aria (Bass): Gelobet sei der Herr, mein Gott, mein Heil
3. Aria (Sopran): Gelobet sei der Herr, mein Gott, mein Trost
4. Aria (Alt): Gelobet sei der Herr, mein Gott, der ewig lebet
5. Choral: Dem wir das Heilig jetzt

## Musik
Der Eingangschor auf die erste Choralstrophe beginnt mit einem Concerto der Instrumente, einem Wechselspiel der Streicher und Holzbläser mit Einwürfen der Trompeten. Der Cantus firmus, eine Melodie von O Gott, du frommer Gott von Ahasverus Fritsch (1679), liegt im Sopran, während die tiefen Stimmen mal imitierend, mal homophon singen. Der Text lobt Gott, den Schöpfer.
Es folgen drei Strophen, die als Arien vertont sind. In starkem Kontrast zum groß besetzten und vielstimmigen Eingangschor ist die Strophe, die Gott als Heilbringer lobt, dem Bass anvertraut und wird nur vom Continuo begleitet. Bach mag an die Vox Christi (Stimme Christi) gedacht haben, und die sparsame Begleitung verdeutlicht die Erniedrigung des Gottessohnes. Das Wort „Gelobet“ ist als ausdrucksvolles Melisma vertont. In der zweiten Arie, die Gott, den Tröster, lobt, wird der Sopran von Flöte und Violine begleitet. In der dritten Arie, einem allgemeinen Lobgesang, konzertieren Altstimme und Oboe d’amore sehr gesanglich. John Eliot Gardiner vermutet, dass ihr beschwingter Tanz inspiriert wurde vom Text „den alles lobet, was in allen Lüften schwebet“. Die letzte Choralstrophe ist eingebettet in ein jubelndes Orchester-Concerto, ähnlich wie in den abschließenden Sätzen in Bachs Weihnachtsoratorium und Himmelfahrts-Oratorium.
Die verwendete Melodie, die in allen Sätzen aufgenommen wird, ist nicht die Melodie, mit der der Choral heute im Evangelischen Gesangbuch EG 139 notiert ist. Bach verwendet dieselbe Melodie in der Kantate BWV 94 Was frag ich nach der Welt und im vierten Satz von BWV 64 Sehet, welch eine Liebe hat uns der Vater erzeiget.

## Einspielungen
- J. S. Bach: Cantatas BWV 119 & BWV 129. Diethard Hellmann, Bach-Chor Mainz, Bach-Orchester Mainz, Lotte Wolf-Matthäus, Ursula Buckel, Margrit Conrad, Carl-Heinz Müller. Cantate, 1968.
- Bach Cantatas Vol. 3 – Ascension Day, Whitsun, Trinity. Karl Richter, Münchener Bach-Chor, Münchener Bach-Orchester, Edith Mathis, Anna Reynolds, Peter Schreier, Dietrich Fischer-Dieskau. Archiv Produktion, 1975.
- Die Bach-Kantate Vol. 10. Helmuth Rilling, Gächinger Kantorei, Bach-Collegium Stuttgart, Arleen Augér, Gabriele Schreckenbach, Philippe Huttenlocher. Hänssler, 1982.
- J. S. Bach: Das Kantatenwerk – Sacred Cantatas Vol. 7. Gustav Leonhardt, Knabenchor Hannover, Collegium Vocale Gent, Leonhardt-Consort, Sebastian Hennig (Solist des Knabenchores Hannover), René Jacobs, Max van Egmond. Teldec, 1983.
- Bach Cantatas Vol. 27: Blythburgh/Kirkwell. John Eliot Gardiner, Monteverdi Choir, English Baroque Soloists, Ruth Holton, Daniel Taylor, Peter Harvey. Soli Deo Gloria, 2000.
- J. S. Bach: Complete Cantatas Vol. 19. Ton Koopman, Amsterdam Baroque Orchestra & Choir, Johannette Zomer, Bogna Bartosz, Christoph Prégardien, Klaus Mertens. Antoine Marchand, 2002.
- J. S. Bach: Cantatas Vol. 45 (Cantatas from Leipzig 1725). Masaaki Suzuki, Bach Collegium Japan, Yukari Nonoshita, Robin Blaze, Peter Kooy. BIS, 2009.
- Gelobet sei der Herr, mein Gott. Rudolf Lutz, Chor und Orchester der J. S. Bach-Stiftung, Ulrike Hofbauer, Claude Eichenberger, Klaus Häger. Felizitas Gräfin von Schönborn (Reflexion). DVD. Gallus-Media, 2008.